# Jules Gounon
Jules Gounon, född den 31 december 1994 i Aubenas är en fransk racerförare. Han är son till formel 1-föraren Jean-Marc Gounon.